# ماجراهای عنتر و عبله
ماجراهای عنتر و عبله (عربی مصری: مغامرات عنتر وعبلة) یک فیلم به کارگردانی صلاح ابوسیف است که در سال ۱۹۴۸ منتشر شد. از بازیگران آن می‌توان به فرید شوقی اشاره کرد. این فیلم به جشنواره فیلم کن ۱۹۴۹ راه یافته‌بود.